# Fußball-Weltmeisterschaft 2014/Bosnien und Herzegowina
Dieser Artikel behandelt die bosnisch-herzegowinische Fußballnationalmannschaft bei der Fußball-Weltmeisterschaft 2014. Bosnien und Herzegowina nahm zum ersten Mal an einer Endrunde teil und war bei der Fußball-Weltmeisterschaft 2014 in Brasilien der einzige Neuling, scheiterte aber in der Vorrunde.

## Qualifikation
Bosnien und Herzegowina spielte in der europäischen Qualifikationsgruppe G. Gegner waren Griechenland, die Slowakei, Litauen, Lettland und Liechtenstein. Bosnien und Herzegowina bestritt alle Heimspiele im Bilino Polje in Zenica, obwohl es in Bosnien und Herzegowina größere Stadien gibt. Bosnien und Herzegowina lieferte sich ein Kopf-an-Kopf-Rennen mit Griechenland und wurde mit acht Siegen, einem Remis sowie einer Niederlage auf Grund der besseren Tordifferenz Gruppenerster und qualifizierte sich direkt für die Endrunde in Brasilien. Die bosnisch-herzegowinische Mannschaft zeichnete sich im Wesentlichen durch einen effektiven Angriff aus und nur im ersten Spiel gegen Griechenland und bei der überraschenden Heimniederlage gegen die Slowakei blieb die Mannschaft ohne Torerfolg. Aber selbst gegen die Defensiv-Spezialisten aus Griechenland, die ansonsten nur ein Gegentor zuließen, gelangen im Heimspiel drei Tore, so dass es bis zu der Heimniederlage gegen die Slowaken nach einem Durchmarsch aussah. Durch diese Niederlage wurde die Qualifikation aber wieder spannend, da auch die Griechen nichts mehr anbrennen ließen. Erst im letzten Spiel konnte die direkte Qualifikation gesichert werden und der Umweg über die Playoffspiele konnte der Mannschaft erspart bleiben. In diesen hatten sie sowohl in der Qualifikation für die WM 2010 als auch für die EM 2012 jeweils die Endrundenteilnahme gegen Portugal verspielt. Den Griechen, die sich bereits 2010 über die Playoffs qualifizierten, gelang auch diesmal über die Playoffspiele gegen Rumänien die Qualifikation.

### Gruppenphase
| Pl. | Team                    | Sp. | S | U | N | Tore    | Diff. | Punkte |
| --- | ----------------------- | --- | - | - | - | ------- | ----- | ------ |
| 1.  | Bosnien und Herzegowina | 10  | 8 | 1 | 1 | 030:600 | +24   | 25     |
| 2.  | Griechenland            | 10  | 8 | 1 | 1 | 012:400 | +8    | 25     |
| 3.  | Slowakei                | 10  | 3 | 4 | 3 | 011:100 | +1    | 13     |
| 4.  | Litauen                 | 10  | 3 | 2 | 5 | 009:110 | −2    | 11     |
| 5.  | Lettland                | 10  | 2 | 2 | 6 | 010:200 | −10   | 08     |
| 6.  | Liechtenstein           | 10  | 0 | 2 | 8 | 004:250 | −21   | 02     |

Spielergebnisse
| Datum      | Ort          | Heimmannschaft  | - | Gast            | Ergebnis  | Torschützen für Bosnien und Herzegowina                                  |
| ---------- | ------------ | --------------- | - | --------------- | --------- | ------------------------------------------------------------------------ |
| 07.09.2012 | Vaduz (LIE)  | Liechtenstein   | – | Bosnien-Herzeg. | 1:8 (0:4) | Misimović (26., 31.), Ibišević (33., 39., 82.), Džeko (46., 64., 80.)    |
| 11.09.2012 | Zenica       | Bosnien-Herzeg. | – | Lettland        | 4:1 (2:1) | Misimović (12./Elfm., 54.), Pjanić (44.), Džeko (90.+2)                  |
| 12.10.2012 | Piräus (GRC) | Griechenland    | – | Bosnien-Herzeg. | 0:0       |                                                                          |
| 16.10.2012 | Zenica       | Bosnien-Herzeg. | – | Litauen         | 3:0 (3:0) | Ibišević (29.), Džeko (35.), Pjanić (41.)                                |
| 22.03.2013 | Zenica       | Bosnien-Herzeg. | – | Griechenland    | 3:1 (2:0) | Džeko (29., 53.), Ibišević (36.)                                         |
| 07.06.2013 | Riga (LVA)   | Lettland        | – | Bosnien-Herzeg. | 0:5 (0:0) | Lulić (48.), Ibišević (53.), Medunjanin (63.), Pjanić (80.), Džeko (82.) |
| 06.09.2013 | Zenica       | Bosnien-Herzeg. | – | Slowakei        | 0:1 (0:0) |                                                                          |
| 10.09.2013 | Žilina (SVK) | Slowakei        | – | Bosnien-Herzeg. | 1:2 (1:0) | Bičakčić (70.), Hajrović (78.)                                           |
| 11.10.2013 | Zenica       | Bosnien-Herzeg. | – | Liechtenstein   | 4:1 (4:0) | Džeko (27., 39.), Misimović (34.), Ibišević (38.)                        |
| 15.10.2013 | Kaunas (LTU) | Litauen         | – | Bosnien-Herzeg. | 0:1 (0:0) | Ibišević (68.)                                                           |

Insgesamt setzte Trainer Safet Sušić, der seit 2009 die Mannschaft trainierte, 24 Spieler ein, von denen Torhüter Asmir Begović, Kapitän Emir Spahić, Rekordtorschütze Edin Džeko und Vedad Ibišević alle Spiele mitmachten. Zu ihren ersten Länderspielen kamen in den Qualifikationsspielen Avdija Vršajević, Ervin Zukanović, Izet Hajrović und Zoran Kvržić. Beste Torschützen waren Džeko mit 10 und Ibišević mit 8 Toren, die damit zweit- und drittbeste Schützen der europäischen Mannschaften waren. Im ersten Spiel am 7. September 2012 stellte zunächst Zvjezdan Misimović durch das 1:0 in der 26. Minute den Landesrekord von Džeko ein, den dieser ihm am 31. Mai 2012 in Chicago beim Freundschaftsspiel gegen Mexiko abgenommen hatte, um den Rekord dann in der 31. Minute mit dem 2:0 auf 22 Tore zu erhöhen. Durch seine Tore in der 61., 81. und 83. Minute steigerte Džeko dann den Rekord auf 24 Tore und baute ihn im Laufe der Qualifikation und zwischengeschobener Freundschaftsspiele bis auf 33 Tore aus. Misimović konnte im zweiten Spiel zwar zwischenzeitlich noch mal ausgleichen, im selben Spiel steigerte Džeko den Rekord aber auf 25 Tore. Sein 25. Tor und bisher letztes Länderspieltor erzielte Misimović erst am 11. Oktober 2013, als Džeko bereits 32 Tore erzielt hatte.

## Vorbereitung
Testspiele
- 5. März in Innsbruck erstmals gegen Ägypten: 0:2
- 30. Mai in St. Louis gegen die Elfenbeinküste: 2:1, Torschütze für Bosnien und Herzegowina: Džeko (17. u. 53.)
- 3. Juni in Chicago gegen Mexiko: 1:0, Torschütze: Hajrović (40.)

Vom 27. Mai bis 10. Juni nahm Bosnien und Herzegowina an einem von der MLS organisierten Turnier in den USA teil, an dem außerdem die WM-Teilnehmer Nigeria, die Elfenbeinküste, Weltmeister Spanien, Griechenland und Honduras sowie Bolivien und El Salvador teilnahmen.

## Kader
Nachfolgend ist das Aufgebot der Nationalmannschaft von Bosnien und Herzegowina aufgeführt.
| 1           | Asmir Begović      | Stoke City              | 30   | 0    | 20. Juni 1987   | 3 | 0 | 0 | 0 | 0 |
| 12          | Jasmin Fejzić      | VfR Aalen*              | 0    | 0    | 15. Mai 1986    | 0 | 0 | 0 | 0 | 0 |
| 22          | Asmir Avdukić      | FK Borac Banja Luka     | 03   | 0    | 13. Mai 1981    | 0 | 0 | 0 | 0 | 0 |
| Abwehr      |                    |                         |      |      |                 |   |   |   |   |   |
| 2           | Avdija Vršajević   | Hajduk Split            | 13   | 0    | 6. März 1986    | 1 | 1 | 0 | 0 | 0 |
| 3           | Ermin Bičakčić     | Eintracht BraunschweigA | 07   | 01   | 24. Jan. 1990   | 1 | 0 | 0 | 0 | 0 |
| 4           | Emir Spahić        | Bayer 04 Leverkusen     | 74   | 03   | 18. Aug. 1980   | 3 | 0 | 1 | 0 | 0 |
| 5           | Sead Kolašinac     | FC Schalke 04           | 04   | 0    | 20. Juni 1993   | 2 | 0 | 0 | 0 | 0 |
| 6           | Ognjen Vranješ     | ElazigsporA             | 13   | 0    | 24. Okt. 1989   | 1 | 0 | 0 | 0 | 0 |
| 7           | Muhamed Bešić      | Ferencváros Budapest    | 09   | 0    | 10. Sep. 1992   | 3 | 0 | 1 | 0 | 0 |
| 13          | Mensur Mujdža      | SC Freiburg             | 24   | 0    | 28. März 1984   | 2 | 0 | 0 | 0 | 0 |
| 15          | Toni Šunjić        | Sorja Luhansk           | 07   | 0    | 15. Dez. 1988   | 2 | 0 | 0 | 0 | 0 |
| Mittelfeld  |                    |                         |      |      |                 |   |   |   |   |   |
| 8           | Miralem Pjanić     | AS Rom                  | 48   | 08   | 2. Apr. 1990    | 3 | 1 | 0 | 0 | 0 |
| 10          | Zvjezdan Misimović | Guizhou Renhe F.C.      | 81   | 25   | 5. Juni 1982    | 2 | 0 | 0 | 0 | 0 |
| 14          | Tino-Sven Sušić    | Hajduk Split            | 02   | 0    | 13. Feb. 1992   | 2 | 0 | 0 | 0 | 0 |
| 16          | Senad Lulić        | Lazio Rom               | 33   | 01   | 18. Jan. 1986   | 2 | 0 | 0 | 0 | 0 |
| 17          | Senijad Ibričić    | Kayseri Erciyesspor     | 44   | 04   | 26. Sep. 1985   | 0 | 0 | 0 | 0 | 0 |
| 18          | Haris Medunjanin   | Gaziantepspor           | 35   | 05   | 8. März 1985    | 2 | 0 | 1 | 0 | 0 |
| 19          | Edin Višća         | Istanbul BBM2           | 10   | 0    | 17. Feb. 1990   | 2 | 0 | 0 | 0 | 0 |
| 20          | Izet Hajrović      | Galatasaray SKP         | 08   | 02   | 4. Aug. 1991    | 2 | 0 | 0 | 0 | 0 |
| 21          | Anel Hadžić        | SK Sturm Graz           | 02   | 0    | 16. Aug. 1989   | 1 | 0 | 0 | 0 | 0 |
| 23          | Sejad Salihović    | TSG 1899 Hoffenheim     | 42   | 04   | 8. Okt. 1984    | 2 | 0 | 0 | 0 | 0 |
| Angriff     |                    |                         |      |      |                 |   |   |   |   |   |
| 9           | Vedad Ibišević     | VfB Stuttgart           | 55   | 20   | 6. Aug. 1984    | 3 | 1 | 0 | 0 | 0 |
| 11          | Edin Džeko         | Manchester CityM        | 62   | 35   | 17. März 1986   | 3 | 1 | 0 | 0 | 0 |
| Trainerstab |                    |                         |      |      |                 |   |   |   |   |   |
|             | Safet Sušić        | Trainer                 | 54 3 | 21 3 | 13. April 1955  |   |   |   |   |   |
|             | Borče Srdojević    | Trainerassistent        |      |      | 1. Februar 1958 |   |   |   |   |   |
|             | Elvir Baljić       | Trainerassistent        | 38 4 | 14 4 | 8. Juli 1974    |   |   |   |   |   |
|             | Tomislav Piplica   | Torwarttrainer          | 09 4 | 0    | 5. April 1969   |   |   |   |   |   |

## Endrunde

### Gruppenphase
Bei der am 6. Dezember 2013 vorgenommenen Auslosung der Endrunde wurde Bosnien und Herzegowina in die Gruppe F mit Argentinien, dem Iran sowie Afrikameister Nigeria gelost. Gegen Argentinien gab es zuvor zwei Freundschaftsspiele, das letzte wurde wenige Tage vor der Auslosung am 18. November 2013 mit 0:2 verloren. Das 0:5 im ersten Spiel gegen Argentinien am 14. Mai 1998 ist die höchste Niederlage der eigenen Länderspielgeschichte. Bosnien und Herzegowina war in Freundschaftsspielen fünfmal Gegner des Iran, zuletzt am 12. August 2009. Vier Spiele wurden verloren, ein Spiel endete remis. Der Iran ist damit häufigster nichteuropäischer Gegner von Bosnien und Herzegowina. Gegen Nigeria wurde zuvor noch nie gespielt. Vor der WM hatte die Mannschaft erst einmal, am 18. Dezember 1996 in Brasilien gespielt: in Manaus wurde ein Freundschaftsspiel gegen Brasilien mit 0:1 verloren.
Mannschaftsquartier war das Casa Grande Hotel Resort & SPA in Guarujá.
| Rang | Land                    | Tore | Punkte |
| ---- | ----------------------- | ---- | ------ |
| 1    | Argentinien             | 6:3  | 9      |
| 2    | Nigeria                 | 3:3  | 4      |
| 3    | Bosnien und Herzegowina | 4:4  | 3      |
| 4    | Iran                    | 1:4  | 1      |

- So., 15. Juni 2014, 19:00 Uhr (24:00 Uhr MESZ) in Rio de Janeiro
 Argentinien –  Bosnien und Herzegowina 2:1 (1:0)
- Sa., 21. Juni 2014, 18:00 Uhr (24:00 Uhr MESZ) in Cuiabá
 Nigeria –  Bosnien und Herzegowina 1:0 (1:0)
- Mi., 25. Juni 2014, 13:00 Uhr (18:00 Uhr MESZ) in Salvador da Bahia
 Bosnien und Herzegowina –  Iran 3:1 (1:0)

Nach den zwei Niederlagen in den ersten beiden Spielen hatte Bosnien und Herzegowina keine Chance mehr, das Achtelfinale zu erreichen. Das abschließende 3:1 gegen den Iran war für Bosnien und Herzegowina der erste WM-Sieg und der erste Sieg überhaupt gegen den Iran.

## Sportliche Auswirkungen
Trotz des Ausscheidens in der Vorrunde konnte sich die Mannschaft in der FIFA-Weltrangliste um zwei Plätze auf Platz 19 verbessern.